# Viola dissecta
Viola dissecta là một loài thực vật có hoa trong họ Hoa tím. Loài này được Ledeb. miêu tả khoa học đầu tiên năm 1829.